# Schronisko pod Studniskiem Rzędkowickim
Schronisko pod Studniskiem Rzędkowickim lub Jaskinia J2 – schronisko w grupie Skał Rzędkowickich na Wyżynie Częstochowskiej będącej częścią Wyżyny Krakowsko-Częstochowskiej. Znajduje się w skale Studnisko. Administracyjnie należy do miejscowości Rzędkowice w województwie śląskim, w powiecie zawierciańskim, w gminie Włodowice.

## Opis obiektu
W istocie obiekt jest sporą nyżą u południowej podstawy skały, która tworzy nad nim okap. Przed nyżą znajduje się spory blok skalny, wskutek czego pomiędzy nim a nyżą tworzy się coś w rodzaju schroniska. W stropie nyży znajduje się metrowej wysokości kominek. Spąg przysypany warstwą gruzu wapiennego i próchnicy. W głębi schroniska gruzu tego jest tak dużo, że wejście dalej staje się niemożliwe.
Obiekt w całości jest oświetlony rozproszonym światłem słonecznym. Jego otoczenie porastają rośliny ruderalne.

## Historia eksploracji i dokumentacji
Po raz pierwszy obiekt wymienili w 1978 r. M. i J. Kiełkowscy w przewodniku wspinaczkowym. Nadali mu nazwę Jaskinia J2. W lutym 1980 r. schronisko zmierzył K. Mazik, on też opracował jego aktualny plan.
W Studnisku znajduje się jeszcze drugie schronisko – Komin w Studnisku Rzędkowickim.

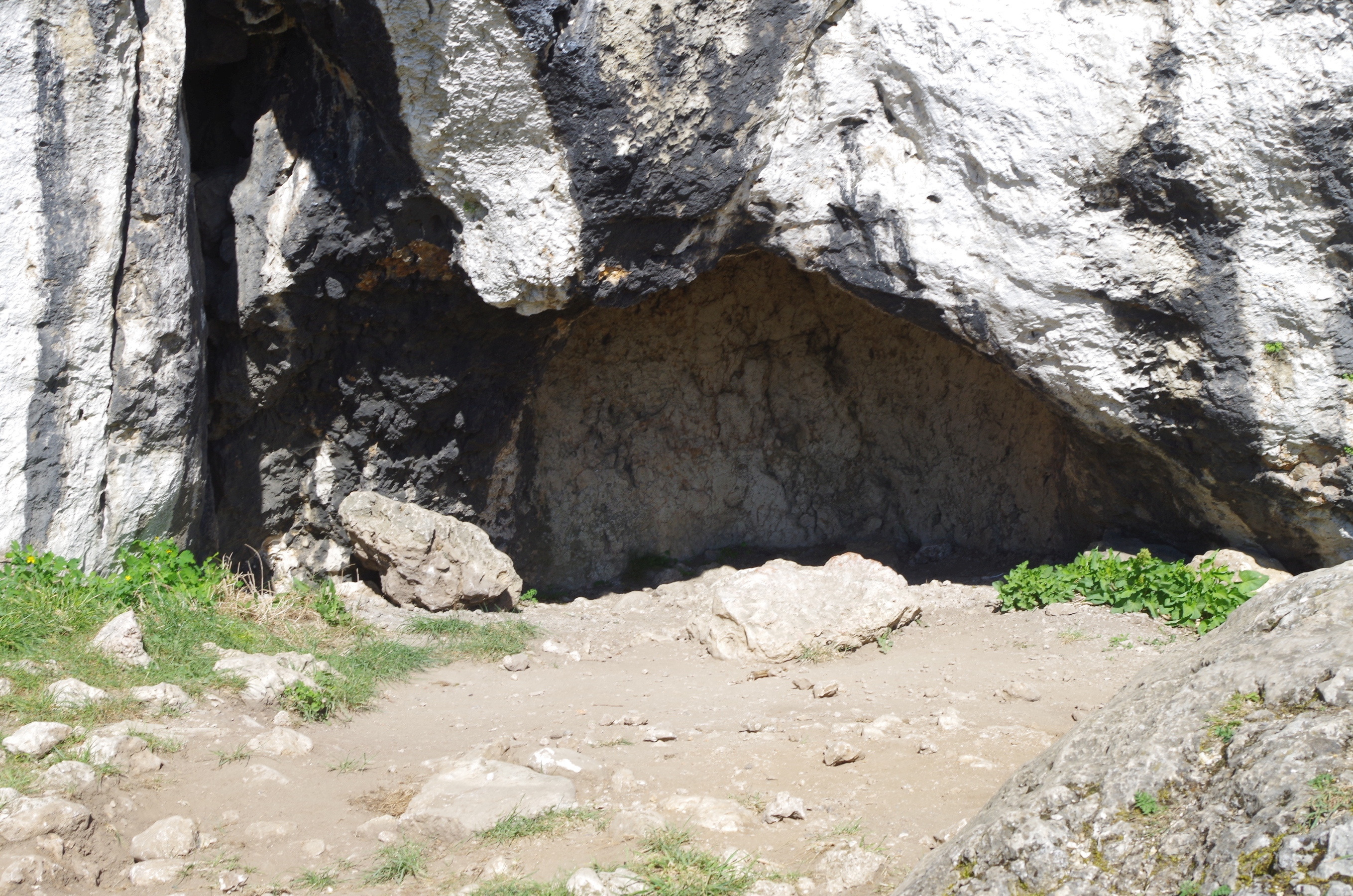